# كأس ويلز 1948–49
كأس ويلز 1948–49 (بالإنجليزية: 1948–49 Welsh Cup)‏ هو موسم من كأس ويلز. فاز فيه نادي ميرثير تيدفيل ‏.